# Dolnjaki
Dolnjaki je naselje u Republici Hrvatskoj, u sastavu Grada Glina, Sisačko-moslavačka županija. 

## Stanovništvo
Prvi pisani zapis o broju stanovnika Dolnjaka datira iz 1771. godine kada je u selu obitavalo 387 stanovnika u 37 kuća. Godine 1802. bilo je 380 stanovnika, dok Državni zavod za statistiku bilježi 288 stanovnika prilikom prvog izvoda iz 1857. godine. Najveći je broj stanovnika selo imalo krajam 19. stoljeća (1890. godine) kada je u Dolnjakima živjelo više od 400 stanovnika. U 20. stoljeću, posebice nakon Drugoga svjetskog rata, broj stanovnika u stalnom je opadanju, što je rezultat odlaska ljudi u gradove.
Prema popisu stanovništva iz 2001. godine, naselje je imalo 161 stanovnika te 55 obiteljskih kućanstava.
| broj stanovnika | 288   | 346   | 366   | 406   | 382   | 392   | 363   | 400   | 357   | 352   | 344   | 314   | 248   | 229   | 161   | 102   | 76    |
|                 | 1857. | 1869. | 1880. | 1890. | 1900. | 1910. | 1921. | 1931. | 1948. | 1953. | 1961. | 1971. | 1981. | 1991. | 2001. | 2011. | 2021. |

## Povijest
Selo je ime dobilo po svom položaju, a nalazi se dolje, niz vodu rječice Maje, u odnosu na stari grad Sračicu.
Najstarije je ime sela Dolnjaki i tako se najčešće pisalo. Lokalno stanovništvo koristi još i arhaične oblike naziva poput Dolnjaci, Donjaki, Donjaci.
Smješteno je u podnožju obronaka Zrinske gore,  u samome srcu Majskog bazena. Od župne je crkve udaljeno oko jedan kilometar. 
Na brežuljcima jugozapadno od sela je nekada bilo dobrih vinograda i voćnjaka. Sjeveroistočno je plodna ravnica uz rječicu Maju koja je u prošlosti često izazivala poplave.